# Бибинє
Бибинє (хорв. Bibinje) — населений пункт і громада в Задарській жупанії Хорватії.

## Населення
Населення громади за даними перепису 2011 року становило 3 985 осіб.
Динаміка чисельності населення громади:

## Клімат
Середня річна температура становить 14,66 °C, середня максимальна – 27,83 °C, а середня мінімальна – 1,77 °C. Середня річна кількість опадів – 844 мм.
| Клімат поселення                              | Клімат поселення | Клімат поселення | Клімат поселення | Клімат поселення | Клімат поселення | Клімат поселення | Клімат поселення | Клімат поселення | Клімат поселення | Клімат поселення | Клімат поселення | Клімат поселення | Клімат поселення |
| Показник                                      | Січ.             | Лют.             | Бер.             | Квіт.            | Трав.            | Черв.            | Лип.             | Серп.            | Вер.             | Жовт.            | Лист.            | Груд.            |                  |
| Середній максимум, °C                         | 11,05            | 11,58            | 14,10            | 17,30            | 21,90            | 25,65            | 27,83            | 27,48            | 23,35            | 19,43            | 14,30            | 11,25            |                  |
| Середня температура, °C                       | 6,43             | 6,93             | 9,48             | 12,70            | 17,33            | 21,05            | 24,25            | 23,90            | 19,75            | 15,83            | 10,70            | 7,68             |                  |
| Середній мінімум, °C                          | 1,78             | 2,30             | 4,85             | 8,08             | 12,68            | 16,43            | 20,65            | 20,33            | 16,18            | 12,25            | 7,13             | 4,10             |                  |
| Норма опадів, мм                              | 72               | 61               | 64               | 68               | 64               | 52               | 30               | 48               | 94               | 102              | 99               | 90               |                  |
| Середньомісячна швидкість вітру, м/с          | 2.90             | 3.03             | 3.20             | 3.10             | 2.63             | 2.50             | 2.50             | 2.40             | 2.60             | 2.70             | 3.30             | 3.20             |                  |
| Середньомісячна сонячна радіація, кДж/м²·день | 5016             | 7764             | 11506            | 16386            | 20626            | 22848            | 24520            | 21290            | 15734            | 10024            | 5452             | 4303             |                  |
| --------------------------------------------- | ---------------- | ---------------- | ---------------- | ---------------- | ---------------- | ---------------- | ---------------- | ---------------- | ---------------- | ---------------- | ---------------- | ---------------- | ---------------- |
| Джерело:                                      |                  |                  |                  |                  |                  |                  |                  |                  |                  |                  |                  |                  |                  |